# 風俗行ったら人生変わったwww
『風俗行ったら人生変わったwww』（ふうぞくいったらじんせいかわった）は、2011年に、インターネットの電子掲示板である2ちゃんねるへの書き込みを素にしたラブストーリー（恋愛小説）。2012年に小学館から書籍化された。2013年に映画化。

## あらすじ
主人公の遼太郎は、何事もチャレンジする前にすぐ諦めてしまう29歳の自己完結型童貞男。そんな自分を変えようと意を決して人生初のデリバリー嬢を呼んでみるが、緊張のあまり過呼吸を起こしてしまう。やってきたワケありデリバリー嬢の「かよ」に優しく介抱されて一目惚れし、恋という感情を初めて知る遼太郎。かよは、元カレに騙されて借金返済のためデリバリー嬢として働いている。遼太郎は、SNSで知り合った友人「晋作」と仲間たちの力を借りて、彼女を救い出すため駆け回る。

## 登場人物
遼太郎
本作の主人公。29歳。成人男性としては小柄(身長163cm)な体格と気弱な性格なため、恋愛経験がなく「童貞」。子供の頃は吃音症に悩まされており、緊張するとどもってしまうため対人下手な性格。
家族は両親と10歳違いの2人の妹(双子・遼太郎の異父妹)がいるが、現在の父は母の再婚相手で遼太郎と血縁関係はない。自分を変えたいために意を決して風俗嬢を呼んだ際にかよと出会う。
かよ
デリバリーヘルス「グランドスラム」に勤務する風俗嬢。スタイルが良く、清楚な美人で客からの人気も高い。優しい性格の女性で、客の遼太郎が緊張のあまり過呼吸発作を起こした際に彼を介抱した。
晋作
遼太郎がSNSで知り合った友人。

## 書籍情報
- @遼太郎『風俗行ったら人生変わったwww』（小学館、2012年7月） ISBN 978-4-09-386334-6（単行本）
- @遼太郎『風俗行ったら人生変わったwww』（小学館、2013年10月） ISBN 978-4-09-408856-4（文庫版）

## 映画
2013年11月9日劇場公開。同年11月6日ウェブ先行配信開始。新作を劇場とインターネット配信で同時公開し、劇場では一律1000円（配信はサービスによって一部料金が異なる）で鑑賞できる「1000taku（せんたく）」という映画公開形態で公開され。iTunes Store映画ランキング連続1位（2013年11月9日 - 11月14日）を獲得、映画大好き！CINEMAランキング通信ミニシアターランキング（小規模公開作品 観客動員数TOP5）で初週1位となった。
主演は本作が映画初主演作となる満島真之介。監督は『彩恋 SAI-REN』『荒川アンダー ザ ブリッジ THE MOVIE』の飯塚健。PG-12指定作品。

### キャスト
- 遼太郎：満島真之介
- かよ：佐々木希
- 晋作：松坂桃李
- 中畑光男：中村倫也
- 住吉徹：山中聡
- ヤッくん（ギャル男）：滝藤賢一[4]
- ユッコ（ヤッくんの彼女）：時田愛梨[4]
- ピザ屋：谷村美月
- ビデオ屋：はんにゃ・金田哲
- 河合（ネット住民）：藤間宇宙
- 田中（ネット住民）：駒木根隆介
- 滝田（ネット住民）：穂のか
- 佐良田（ネット住民）：山田真歩
- 東出（ネット住民）：上原実矩
- 新田（ネット住民）：阿部進之介
- コーチ：菅原大吉
- 毛糸おじさん：諏訪太郎
- 麦わらおじさん：佐藤二朗（特別出演）

### スタッフ
- 監督・脚本・編集：飯塚健
- 企画・プロデュース：谷澤伸幸
- エグゼクティブプロデューサー：中沢敏明、千野毅彦
- プロデューサー：厨子健介、津田悠子
- 原案：＠遼太郎
- 撮影：相馬大輔（J.S.C.）
- 音楽：海田庄吾
- 美術：相馬直樹
- 照明：佐藤浩太
- 録音：田中博信
- 編集：石田泉
- 衣裳：横田勝広
- 助監督：松下洋平
- 制作担当：高田聡
- VFX：鳥尾美里
- 制作プロダクション：セディックドゥ
- 製作会社：セディックインターナショナル・電通

### 主題歌
- MAN WITH A MISSION「your way」

### 劇中歌
- アナログフィッシュ「公平なワールド」